# باشگاه فوتبال داشقین زاقاتالا
باشگاه فوتبال داشقین زاقاتالا (به لاتین: FK Daşqın Zaqatala) یک تیم فوتبال پیشین در جمهوری آذربایجان است که در شهر زاقاتالا فعالیت داشت.